# 第140飛行隊 (イスラエル空軍)
イスラエル空軍 第140飛行隊（140 Squadron） は、イスラエル航空宇宙軍の飛行隊である。別名として、ゴールデンイーグル・スコードロン（The Golden Eagle Squadron）とも呼ばれる。
第140飛行隊は2016年12月に2機のF-35を受領し、イスラエル空軍でF-35を運用する最初の飛行隊となった。

## 歴史
第140飛行隊は、1950年8月1日にT-6 テキサン/ハーヴァードを運用する作戦訓練部隊（OTU, Operational Training Unit）として編成された。1956年の第二次中東戦争ではT-6を攻撃や哨戒任務に投入し、47ソーティーを記録している。1950年代末には活動を縮小し、1966年から67年の1年間のみ飛行訓練を行った以外は、約14年間にわたって活動を休止していた。
1973年7月に、第140飛行隊はA-4Nスカイホークを運用する訓練飛行隊としてエツィオン空軍基地で再編された。1976年にはA-4Eも追加配備された。
1981年になると、1978年のキャンプ・デービッド合意に基づくシナイ半島のエジプトへの変換に伴い、第140飛行隊はエツィオン空軍基地から新たに建設されたラモン空軍基地に移動した。
第140飛行隊は1985年に再び活動休止し、第140飛行隊が運用していたスカイホークは第102飛行隊、第115飛行隊に移管された。
翌年1986年12月になって、第140飛行隊はF-16A/B Netzを運用する飛行隊として再編される事となった。1980年代初頭からF-16A/Bを運用し、1981年のバビロン作戦を実行していた第110飛行隊および第117飛行隊が運用機種をF-16C Block30に更新する事になり、これらの飛行隊のF-16A/Bが第140飛行隊および第253飛行隊に移管される事となったのである。
2003年には、F-16A/Bの運用を集中する事を目的として、第140飛行隊は別のF-16A/B飛行隊である第116飛行隊の所属するネバティム空軍基地に移動した。2013年になると、イスラエル軍の軍備費削減およびF-16A/Bの段階的な退役を目的として、第140飛行隊は第116飛行隊に合流する形で解散となった。
その後2015年には、イスラエル空軍に新たに導入されるF-35I"アディール"を配備する最初の飛行隊として、第140飛行隊が予定されていると報じられた。2016年12月には最初の2機のF-35がネバティム空軍基地に到着し、第140飛行隊もネバティム空軍基地において再編される事となった。
尚、F-16運用時代の第140飛行隊が合流した第116飛行隊も2015年に活動停止となったが、第116飛行隊はイスラエル空軍でF-35を運用する2番目の飛行隊として再編されると報じられている。